# Caudina intermedia
Caudina intermedia is een zeekomkommer uit de familie Caudinidae.
De wetenschappelijke naam van de soort werd in 1993 gepubliceerd door Yulin Liao & David Pawson.